# Bhutaniella scharffi
Bhutaniella scharffi är en spindelart som beskrevs av Vedel och Jäger 2005. Bhutaniella scharffi ingår i släktet Bhutaniella och familjen jättekrabbspindlar. Inga underarter finns listade.